# 高嶋和代
高嶋 和代（たかしま かずよ、1982年11月29日 - ）は、大分県を拠点に活動する日本のフリーアナウンサー、実業家。株式会社CALLA所属・代表取締役。
本人の公式サイトや公式ブログにおいては、「高」の字がはしご高になった「髙嶋 和代」表記も見受けられる。

## 来歴
大分県大分市出身。北九州市立大学文学部比較文化学科卒業。大学在学時、2002年8月23日から9月1日まで北九州市で行われた第8回世界車椅子バスケットボール選手権大会（北九州ゴールドカップ）で英語による実況アナウンスを担当したことがある。また、3年時にはRKB毎日放送の『今日感テレビ』に、4年時には同局の『LOVEスポーツ』（『瞬感スポーツ』の前身番組）に出演していた。
大学を卒業後、2005年4月に大分朝日放送 (OAB) に入社。報道部に配属され、同局のアナウンサー兼記者となる。同局がアナログ放送を行っていた頃には、アナウンス業務・記者業務と並行して地上デジタル放送推進大使も務めていた。
2014年に報道部から事業部へ異動。事業部の主任となり（後に課長に昇進）、イベントのプロデュース・司会・ナレーションを担当する。
2016年3月に大分朝日放送を退社し、同年からフリーアナウンサーやイベントプロデューサーとして活動している。
既婚者であり、子供（長女）もいる。

## 担当番組

### 学生時代
- 今日感テレビ（RKB毎日放送） - 中継アシスタント
- LOVEスポーツ（RKB毎日放送） - キャスター

### 大分朝日放送
- OABニュース
- プレビューOAB
- 情報発見！れじゃぐるTV
- スーパーJチャンネルおおいた - キャスター
- れじゃぐる2
- れじゃぐる
- 金様の鍵 - リポーター（局アナ時代）[1]、MC（フリー転向後。2016年10月 - 2018年3月）[2]
- 5スタ
- 大分ふるさとCM大賞 - MC
- オンナのホンネ

### フリー転向後
- GENKIful! KYUSHU（大分朝日放送） - ナレーター
- 豊の国をゆく（大分朝日放送） - ナレーター
- OAB大感謝祭 もっとJIMOTTO! 25祭（大分朝日放送） - MC
- イチスタ→情熱ライブ!Voice（「Music Square」のみ）→風は虹色（OBSラジオ） - 木曜パーソナリティ[8]